# Björn af Kleen

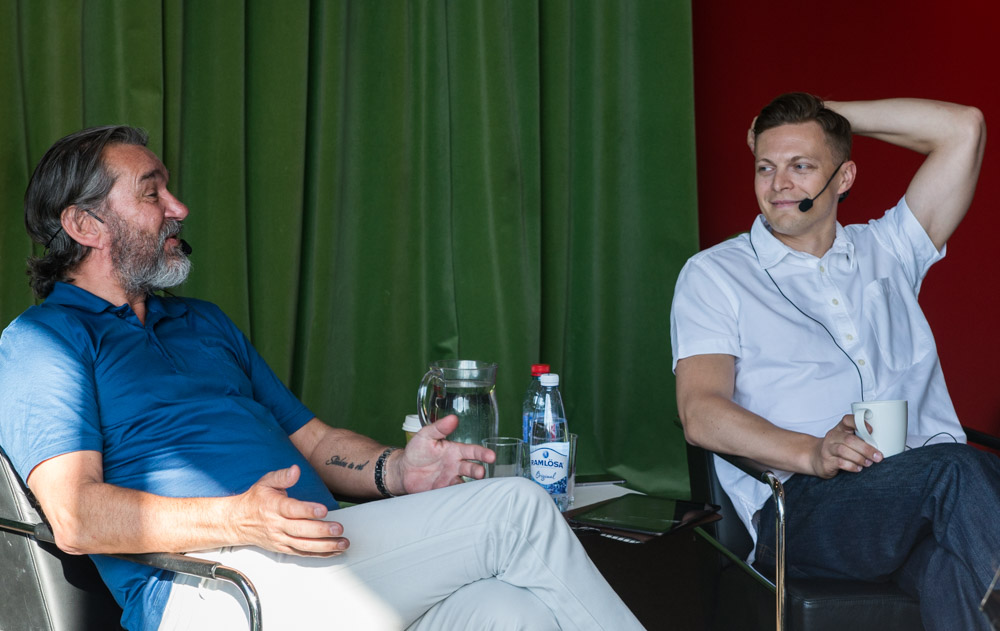
Kjell Bergqvist och Björn af Kleen på Kulturhuset i Stockholm under inspelningen av ett poddavsnitt i serien "Kleen & kärleken" 2015.

Björn Ola af Kleen, född 23 maj 1980 i Hedemora, är en svensk journalist och författare.

## Biografi
Björn af Kleen växte upp i Hedemora. Efter studier i litteraturvetenskap vid Lunds universitet och på journalistlinjen vid Skurups folkhögskola frilansade han för Sydsvenskans och Expressens kulturavdelningar. Under studietiden skrev han för studenttidningen Lundagård och blev lokalt känd som bloggare med gruppbloggen Diagnos. af Kleen har varit litteraturredaktör på Rodeo. Sedan 2014 är af Kleen kolumnist på Dagens Nyheter. Han är sedan 2017 USA-korrespondent för Dagens Nyheter.
Han utgav 2009 boken Jorden de ärvde, som granskar den nutida svenska adeln och fideikommissen. af Kleen är ett adligt namn, men han är själv inte adlig eftersom namnet kommer från hans mor och i ätten af Kleen är det för övrigt bara huvudmannen som har adlig värdighet.
Tidningen Journalisten tilldelade honom priset "Årets stilist" 2014.
År 2021 gjorde han en uppmärksammad intervju med Barbara Bergström och Hans Bergström. Intervjun blev både hyllad och hatad.
År 2023 gjorde Björn af Kleen en uppmärksammad granskning av Göthe Ohlsson och pojkhemmet Eolshäll.